# Левер-хаус
Левер-хаус (англ. Lever House) — здание в Нью-Йорке, расположенное на Парк Авеню, 390, является оригинальным небоскрёбом в международном стиле. 24-этажное здание высотой 92 метра построено в начале пятидесятых годов XX века.

## История
Левер-хаус спроектирован в 1951—1952 годах Гордоном Буншафтом и Натали де Блуа (англ.).
Это был любимый проект президента компании Lever Brothers (англ.) Чарльза Лакмена, одного из героев «Таймс Мэгэзин». Лакмен был не только успешным бизнесменом, но и архитектором, на счету которого находятся проекты Мэдисон Сквер Гарден, генеральный план Международного аэропорта Лос-Анджелеса, «Аон-центр» и первые здания «Космического центра имени Кеннеди» и «Космического центра имени Джонсона».
Здание представляет собой 24-этажное сооружение из сине-зелёного огнеупорного стекла и нержавеющей стали. Чтобы уменьшить стоимость строительства и дальнейшего содержания, были разработаны навесные стены, которые полностью состоят из нефункционирующих окон. Это также обеспечивает низкий уровень загрязнения, которое может попасть в здание. Огнеупорная природа стекла помогала снизить затраты на кондиционирование воздуха. Кроме того, у здания была своя специальная гондола для мытья окон, которая перемещалась вдоль его стен.
На первом этаже не было арендаторов. Вместо этого там была открытая площадь с садом и пешеходными дорожками. Только небольшая часть первого этажа была сделана из стекла и мрамора. На первом этаже предполагалось размещение ожидающих посетителей, демонстрационная кухня и аудитория. Второй и самый большой этаж содержал холл для служащих, медицинский пункт и основные офисные помещения. На третьем находились кафе для служащих и терраса. Офисы «Левер Бразерс» и его филиалов занимали остальные этажи, включая пентхаус на 21 этаже. Оставшиеся три этажа предназначались для хранения разнообразной техники.
Левер-хаус и Сигрем-билдинг на другой стороне Парк-авеню установили для небоскрёбов Нью-Йорка определённый архитектурный стиль на несколько десятков лет вперёд. Он заключался в простой бронзовой «коробке», огороженной от Парк-авеню большой открытой гранитной площадкой.

## Спад
В 1982 году Нью-Йоркская Комиссия по историческим памятникам внесла Левер-хаус в реестр архитектурных памятников. К тому времени, однако, большая часть блестящего покрытия стёкол здания потемнела от времени. Состояние сине-зелёного фасада ухудшилось от погодных условий и ограничений материалов: вода просачивалась через стальные соединения стёкол, и это приводило к образованию ржавчины. Коррозия разрушила большинство из стальных соединений стёкол. К середине 90-х сохранился только 1 % оригинальной конструкции здания.
В сентябре 1997 года «Unilever», компания, в которую входит «Левер Бразерс», объявила о перемещении своего отдела в Гринвич, штат Коннектикут. После этого заявления «Левер Бразерс» стали постепенно освобождать здание, и в конечном итоге «Unilever» осталась только на четырёх этажах.

## Восстановление
В 1998 году здание было приобретено немецко-американскими магнатами Эйби Роузеном и Майклом Фучем. Фирма Роузена, «РФР Холдинг ЛЛС», договорилась о том, что «Унилевер» по-прежнему останется на четырёх этажах. Сразу же после приобретения «РФР Холдинг» объявил о 25-миллионной инвестиции в модернизацию, включая восстановление стен и покрытий, а также общественных мест. Здание было объявлено многоарендной собственностью.
Разрушенная стальная конструкция была заменена скрытыми алюминиевыми каналами, была использована современная технология создания стен, которая идентична оригиналу внешне. Все подвергнутые коррозии откосы и буквы на вывесках были заменены на новые, из нержавеющей стали. Стёкла были заменены на современные, но похожие на оригинальные.
Проект реконструкции включал добавление мраморных скамей и садовую скульптуру Исаму Ногучи, что было в первоначальном плане «Левер-хауса», но не было реализовано. С 2003 года в Левер-хаусе появился одноимённый ресторан, который получил награду за лучшее обслуживание от журнала «Нью-Йорк Мэгэзин» в 2004.
В 2005 году помещения арендовали такие компании, как «Алкоа» и «Томас Вейсел Партнерс ЛЛС», которая содержала биржевой зал на втором этаже. То, что раньше было кафетерием и кухней, теперь является штабом «РФР Холдинг ЛЛС», нового владельца здания.

## Художественная галерея
С момента завершения реконструкции Левер-хауса площадь и холл здания использовались как галерея Художественной коллекции Левер-хауса. Выставки включали такие работы, как «Девственная мать» Дамьена Хорста, «Борьба невест» Е. В. Дэй, «Громадины» Джеффа Кунса, а также скульптуры Кейта Хэринга.
В 2008 году рекламное агентство «МД70» разработало и представило художественную коллекцию Левер-хауса онлайн. Фотографии были сделаны фотографом Джессом Дэвидом Харрисом.

## Информация
- Адрес: Park avenue, 390